# 예시카 폴피에르드
예시카 수산네 진달래 폴피에르드(스웨덴어: Jessica Susanne Zindalai Polfjärd, 한국명: 김진달래, 1971년 5월 27일~)는 스웨덴의 온건당 소속 정치인이다. 2019년 스웨덴 유럽의회 선거 이후 유럽 의회 의원으로 재직하고 있으며, 2024년 스웨덴 유럽의회 선거에서 재선되었다.